# ラ・ベル・エポック
ラ・ベル・エポックは、武蔵野市吉祥寺南町にあったシャンソン喫茶。1974年11月1日にオープン、金子由香利、中原美紗緒、クミコ、さわち美欧といった歌手が出演し、「東の銀巴里、西のベル・エポック」と呼ばれたが、2009年に閉店した。

## 歴史
- 前身 吉祥寺シャンゼリゼ、北口ベル・エポック
- 1974年11月 吉祥寺南口ベル・エポック開店
- 1979年3月 5周年記念「愛のベル・エポック コンサート」都市センターホールにて
- 1981年11月 「ヌーベルバーグ コンサート」朝日生命ホールにて
- 1984年 10周年記念「愛のチャリティーコンサート 」
- 1987年7月 フジテレビ「今夜はパリ祭」ベル・エポックで制作
- 1989年9月 15周年記念「愛のウェルフェアーコンサート」「唄・歌・詩」武蔵野市民文化会館大ホールにて
- 1993年11月 20周年記念「愛のウェルフェアーコンサート」「唄・歌・詩」武蔵野市民文化会館大ホールにて
- 2009年10月 閉店